# Asura diffusa
Asura diffusa är en fjärilsart som beskrevs av Walker 1862. Asura diffusa ingår i släktet Asura och familjen björnspinnare. Inga underarter finns listade i Catalogue of Life.